# Didelotia engleri
Didelotia engleri är en ärtväxtart som beskrevs av Max Julius Dinklage och Hermann August Theodor Harms. Didelotia engleri ingår i släktet Didelotia och familjen ärtväxter. Inga underarter finns listade i Catalogue of Life.